# Dicaeum erythrorhynchos
El picaflores piquirrojo (Dicaeum erythrorhynchos) es una especie de ave paseriforme de la familia Dicaeidae propia del subcontinente indio. Es un pájaro pequeño común en los bosques de la India, Sri Lanka, Bangladés y el oeste de Birmania, donde se alimenta de néctar y frutos. También puede encontrarse en los parques y jardines urbanos. Se diferencia de otras especies de la región por su pico rosado o rojo, y curvado hacia abajo; y su rápida forma de piar.
Se cree que es uno de los picaflores más antiguos, y que colonizó el subcontinente indio procedente de la península malaya.

## Descripción

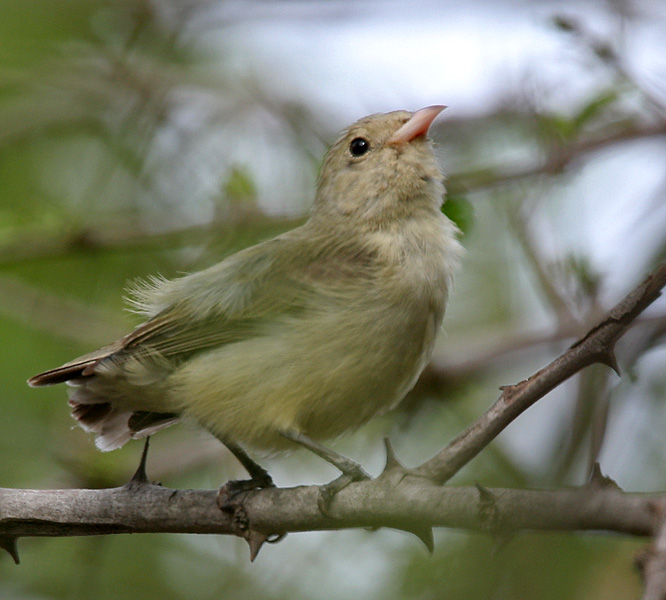
Ejemplar en Hyderabad.

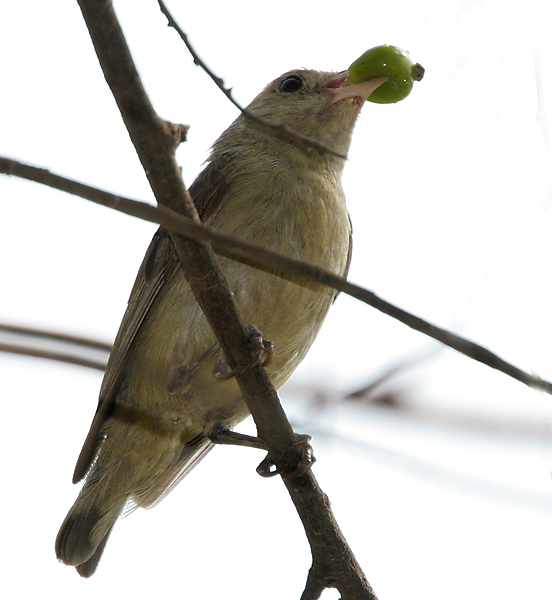
Alimentándose de un fruto de Muntingia calabura.

El picaflores piquirrojo es un pájaro pequeño, que mide unos 8 cm de largo, con lo que es uno de los pájaros más pequeños de la región. El plumaje de las partes superiores es de un color liso que varía del parduzco claro al verde oliváceo. Sus partes inferiores son anteadas, y no son tan blanquecinas ni contrastan tanto con las superiores como las del picaflores de los Nilgiri de los Ghats occidentales y los montes Nilgiri, ni tampoco están veteadas como las del picaflores piquigrueso. Además el picaflores de los Nilgiri tiene un supercilio claro del que carece el picaflores piquirrojo. La subespecie de Sri Lanka, ceylonense Babault, 1920, es más grisácea y de menor tamaño que la subespecie nominal que ocupa la India.
Se caracterizan por tener el pico de un color claro rosado, a diferencia de los demás picaflores de la zona que lo tienen negruzco. La punta o la parte superior del pico de los machos se vuelve roja en la época reproductiva.

## Comportamiento y ecología
Es un pájaro forestal que suele visitar las flores de las especies de Loranthus (=Dendrophthoe) y Viscum, y además es el principal dispersor de sus semillas junto con otras especies de picaflores. Suelen tragar enteros los frutos de estas plantas epifitas, aunque a veces picotean la pulpa descartando las semillas, pero no usan tanto esta última técnica como el picaflores piquigrueso. Tras tragar los frutos, las semillas pasan rápidamente por sus intestinos y son evacuadas en tres o cuatro minutos. Las semillas defecadas tiene una cubierta pegajosa y el pájaro tiene que frotar su cloaca contra las ramas para deshacerse de ellas, con lo que las semillas se quedan pegadas a las ramas donde pueden germinar.
La especie también poliniza varias plantas mientras consume su néctar. Las flores de Dendrophthoe falcata son polinizadas por estos pájaros mediante un mecanismo explosivo que dispara su polen sobre el plumaje en cuanto la flor es picoteada por el pájaro.
En las áreas urbanas son atraídos por árboles con frutos introducidos como Muntingia calabura, cuyos frutos también tragan enteros. También se alimentan rasgando las bayas y lamiendo su jugo, al igual que el néctar de las flores, como los de Sterculia colorata y Woodfordia floribunda, polinizándolos en el proceso.

### Reproducción
El picaflores piquirrojo cría entre febrero y junio. Pueden realizar una segunda puesta en septiembre. Su nido es una estructura en forma de bolsa hecha con telarañas, fibras y musgo que cuelga del extremo de ramitas en las copas de los árboles. La entrada es una endidura lateral. La puesta suele ser de dos o tres huevos.